# Pegomya terebrans
Pegomya terebrans este o specie de muște din genul Pegomya, familia Anthomyiidae. A fost descrisă pentru prima dată de Camillo Rondani în anul 1866.
Este endemică în Austria. Conform Catalogue of Life specia Pegomya terebrans nu are subspecii cunoscute.